# 扎多点地梅
扎多点地梅（学名：Androsace alaschanica var. zadoensis）为报春花科点地梅属下的一个变种。

## 扩展阅读
- 維基物種上的相關：扎多点地梅